# Euphorbiaceae
Euphorbiaceae este o familie de plante din ordinul Malpighiales.

## Genuri[6]
- Acalypha
- Acidocroton
- Acidoton
- Actinostemon
- Adelia
- Adenochlaena
- Adenocline
- Adenopeltis
- Adenophaedra
- Adriana
- Afrotrewia
- Agrostistachys
- Alchornea
- Alchorneopsis
- Aleurites
- Algernonia
- Alphandia
- Amperea
- Amyrea
- Angostylis
- Annesijoa
- Anomostachys
- Anthostema
- Aparisthmium
- Argomuellera
- Argythamnia
- Astraea
- Astrococcus
- Aubletiana
- Avellanita
- Balakata
- Baliospermum
- Baloghia
- Benoistia
- Bernardia
- Bertya
- Beyeria
- Bia
- Blachia
- Blumeodendron
- Bocquillonia
- Bonania
- Borneodendron
- Bossera
- Botryophora
- Brasiliocroton
- Calycopeplus
- Caperonia
- Caryodendron
- Cavacoa
- Cephalocroton
- Cephalocrotonopsis
- Cephalomappa
- Cheilosa
- Chiropetalum
- Chlamydojatropha
- Chondrostylis
- Chrozophora
- Cladogelonium
- Cladogynos
- Claoxylon
- Claoxylopsis
- Cleidiocarpon
- Cleidion
- Clonostylis
- Cnesmone
- Cnidoscolus
- Cocconerion
- Codiaeum
- Colliguaja
- Colobocarpos
- Conceveiba
- Conosapium
- Croton
- Crotonogyne
- Crotonogynopsis
- Cyrtogonone
- Cyttaranthus
- Dalechampia
- Dalembertia
- Dendrocousinsia
- Dendrothrix
- Deutzianthus
- Dichostemma
- Dimorphocalyx
- Discoclaoxylon
- Discocleidion
- Discoglypremna
- Ditaxis
- Ditrysinia
- Ditta
- Dodecastigma
- Doryxylon
- Droceloncia
- Dysopsis
- Elateriospermum
- Endospermum
- Enriquebeltrania
- Epiprinus
- Erismanthus
- Erythrococca
- Euphorbia
- Excoecaria
- Falconeria
- Fontainea
- Garcia
- Givotia
- Glycydendron
- Grimmeodendron
- Grossera
- Gymnanthes
- Haematostemon
- Hamilcoa
- Hancea
- Hevea
- Hippomane
- Homalanthus
- Homonoia
- Hura
- Hylandia
- Jatropha
- Joannesia
- Klaineanthus
- Koilodepas
- Lasiococca
- Lasiocroton
- Leeuwenbergia
- Leidesia
- Leucocroton
- Lobanilia
- Mabea
- Macaranga
- Mallotus
- Manihot
- Manniophyton
- Maprounea
- Mareya
- Mareyopsis
- Megistostigma
- Melanolepis
- Mercurialis
- Micrandra
- Micrandropsis
- Micrococca
- Microstachys
- Monotaxis
- Moultonianthus
- Muricococcum
- Myricanthe
- Nealchornea
- Necepsia
- Neoboutonia
- Neoguillauminia
- Neoscortechinia
- Neoshirakia
- Oligoceras
- Omphalea
- Ophellantha
- Ophthalmoblapton
- Orfilea
- Ostodes
- Pachystroma
- Pachystylidium
- Pantadenia
- Paracroton
- Paranecepsia
- Parapantadenia
- Pausandra
- Philyra
- Pimelodendron
- Plagiostyles
- Platygyna
- Pleradenophora
- Plesiatropha
- Plukenetia
- Podadenia
- Pseudagrostistachys
- Pseudosenefeldera
- Ptychopyxis
- Pycnocoma
- Radcliffea
- Reutealis
- Rhodothyrsus
- Ricinocarpos
- Ricinodendron
- Ricinus
- Rockinghamia
- Romanoa
- Sagotia
- Sampantaea
- Sandwithia
- Sapium
- Schinziophyton
- Sclerocroton
- Sebastiania
- Seidelia
- Senefeldera
- Senefelderopsis
- Shirakiopsis
- Shonia
- Spathiostemon
- Spegazziniophytum
- Speranskia
- Sphaerostylis
- Sphyranthera
- Spirostachys
- Stillingia
- Strophioblachia
- Sumbaviopsis
- Suregada
- Syndyophyllum
- Tannodia
- Tapoides
- Tetrorchidium
- Thyrsanthera
- Tragia
- Tragiella
- Triadica
- Trigonostemon
- Vaupesia
- Vernicia
- Wetria